# Distretto di Dindori
Il distretto di Dindori è un distretto del Madhya Pradesh, in India, di 579 312 abitanti. È situato nella divisione di Jabalpur e il suo capoluogo è Dindori.